# Logis du Bois
Le logis du Bois est situé à Grazay (France).

## Localisation
Le logis est situé sur la commune de Grazay, située dans le département du Mayenne en région Pays de la Loire.

## Description
Le logis du Bois est attesté depuis le XVe siècle. Les douves sont comblées au XVIIIe siècle, des vestiges du système de défense datent du XIVe siècle. Les communs, dont le chenil et l'orangerie datent du milieu du XIXe siècle.[réf. nécessaire]

## Histoire
Il fait l'objet d'une inscription au titre des monuments historiques par arrêté du 28 mars 1995.